# NEW mobil und aktiv Mönchengladbach
Die NEW mobil und aktiv Mönchengladbach GmbH (bis Anfang 2012 NVV mobil und aktiv GmbH) ist ein öffentliches Unternehmen, das für den Verkehrs- und Bäderbetrieb in der nordrhein-westfälischen Stadt Mönchengladbach verantwortlich ist. Des Weiteren besitzt die Gesellschaft Linienkonzessionen im Rhein-Kreis Neuss, im Kreis Viersen und im Kreis Heinsberg.

## Geschichte
Die NEW mobil und aktiv Mönchengladbach GmbH entstand Ende 2010 als NVV mobil und aktiv. Die Gesellschaft ist eine 100-prozentige Tochtergesellschaft der NEW Kommunalholding. Die Stadt Mönchengladbach und die Entwicklungsgesellschaft der Stadt Mönchengladbach mbH sind zu 59,19 Prozent, die Stadt Viersen zu 18,73 Prozent, die Kreiswerke Heinsberg GmbH zu 15,57 Prozent sowie die Stadtentwicklungsgesellschaft Grevenbroich GmbH zu 6,51 Prozent Gesellschafter der NEW Kommunalholding (Stand 2023).
Zum Zeitpunkt der Gründung war die Niederrhein Kommunalholding GmbH mit Sitz in Mönchengladbach alleinige Gesellschafterin des Unternehmens. Anfang des Jahres 2012 wurde die Niederrhein Kommunalholding in NEW Kommunalholding GmbH umbenannt, wobei die NEW AG sämtliche Aufgaben als Dienstleister seit diesem Zeitpunkt wahrnimmt. Die Stadt Mönchengladbach brachte die Verkehrs- und Bäderbetriebe der NEW AG in das neue Unternehmen ein. Anfang 2012 erfolgte die Umbenennung des Unternehmens in NEW mobil und aktiv Mönchengladbach GmbH. In ähnlicher Weise entstand als Schwesterunternehmen die NEW mobil und aktiv Viersen GmbH aus den Verkehrs- und Bäderbetrieben der damaligen Niederrheinwerke Viersen.
2013 kooperierte NEW mobil und aktiv Mönchengladbach mit der Hochschule Niederrhein, um auf dem Campus an der Richard-Wagner-Straße in Mönchengladbach das Energieeffizienz-Zentrum NEW Blauhaus zu errichten.
In der Folge der Corona-Pandemie musste das Unternehmen in den Geschäftsjahren 2020 und 2021 temporär Bäder schließen sowie den öffentlichen Nahverkehr einschränken, weshalb mit negativen Auswirkungen auf die Umsatzentwicklung gerechnet wurde.

## Unternehmensstruktur
Zum 31. Dezember 2023 ist die NEW Kommunalholding zu 100 Prozent an dem Unternehmen beteiligt. In der NEW Kommunalholding werden im jeweiligen Stadtgebiet die Bereiche der Daseinsvorsorge in den Geschäftsfeldern Verkehr und Bäder vereint. Hierbei ist NEW mobil und aktiv Mönchengladbach für den öffentlichen Nahverkehr sowie den Betrieb von Bädern in Mönchengladbach zuständig.
Die NEW mobil und aktiv Mönchengladbach besitzt Anteile an folgenden Unternehmen:
- EMG Entwässerung Mönchengladbach GmbH, Mönchengladbach (100-prozentiger Anteil im Rahmen eines Gewinnabführungsvertrags, Stand 31. Dezember 2023)[1]
- Flughafengesellschaft Mönchengladbach GmbH, Mönchengladbach (Anteil von 25,2 Prozent, Stand 31. Dezember 2023)[1]
- West-Bus GmbH, Krefeld (Anteil von 17,8 Prozent, Stand 31. Dezember 2023)[1]

Im Geschäftsjahr 2023 waren 735 Angestellte für das Unternehmen tätig. Die Bezahlung der Mitarbeiter des Unternehmens im Bereich Nahverkehr erfolgt gemäß Tarifvertrag der Nahverkehrsbetriebe Nordrhein-Westfalen. Der Umsatzerlös betrug zum selben Geschäftsjahr 63 Millionen Euro bei einem Jahresüberschuss von 0,00 Euro.
Stand 31. Dezember 2023 sind Thomas Bley sowie Wolfgang Opdenbusch Geschäftsführer des Unternehmens. Stand 2023 hat der Aufsichtsrat 19 Mitglieder. Den Vorsitz hat Achim Wyen, stellvertretender Vorsitzender ist Heinz Ritters.
Das Einzugsgebiet des Unternehmens umfasst circa 270.000 Menschen in der Stadt Mönchengladbach (Stand 31. Dezember 2023).

## Nahverkehr
Unter der Marke NEW MöBus (kurz MöBus) betreibt die NEW mobil und aktiv Mönchengladbach als Verkehrsunternehmen den Linienverkehr in Mönchengladbach. NEW mobil und aktiv Mönchengladbach ist ein Mitgliedsunternehmen des Verkehrsverbund Rhein-Ruhr (VRR).

### Geschichte und Entwicklung des Nahverkehrs

Historisches Logo Möbus

Der heutige Busbetrieb ging aus der 1881 gegründeten Pferdebahn hervor, die zwischen Mönchengladbach und Rheydt verlief. Nach der Elektrifizierung und der Wandlung zur elektrischen Straßenbahn im Jahr 1900 wurde der Betrieb ein Jahr später zwischen den beiden Nachbarstädten München-Gladbach und Rheydt aufgeteilt. Abgesehen von der Zeit zwischen 1929 und 1933 blieben die beiden Betriebe getrennt, lediglich die Linien 1 und 2 auf der Strecke zwischen beiden Städten wurde gemeinschaftlich betrieben. Nach dem Zweiten Weltkrieg begannen beide Städte mit der Umstellung von Straßenbahnstrecken auf Busbetrieb. Rheydt stellte zunächst auf den ab 1952 eingesetzten Oberleitungsbus um und beendete den eigenen Straßenbahnbetrieb 1959. Mönchengladbach legte zehn Jahre später die letzte Strecke still. 1973 wurde der Rheydter Oberleitungsbus auf dieselbetriebene Fahrzeuge umgestellt. Seitdem wird der öffentliche Nahverkehr auf Straßen auch in dem 1975 nach Mönchengladbach eingemeindeten Rheydt ausschließlich mit Dieselbussen erbracht.
Wegen der im Dezember 2019 erfolgten Direktvergabe der Leistungen in Mönchengladbach durch die Stadt wurde ein weiterer Betrieb der meisten Linien, die ausschließlich außerhalb Mönchengladbachs im Kreis Viersen oder im Rhein-Kreis Neuss verkehren, durch die NEW mobil und aktiv Mönchengladbach von der Stadt Mönchengladbach bereits vorab aus wirtschaftlichen und juristischen Gründen abgelehnt. Die Leistungen der nur im Kreis Viersen verkehrenden Linien 011, 012, 038 und SB88 sowie Teilleistungen, die bisher als Linie 013 erfolgten, wurden Mitte 2021 nach dem Weiterbetrieb im Rahmen einer Notvergabe an das Unternehmen Kraftverkehr Schwalmtal von der Forst (KVS) abgegeben, das die reguläre europaweite Ausschreibung gewonnen hatte. Im Rhein-Kreis Neuss wurden die zuvor gemeinsam mit dem Unternehmen Kraftverkehr Gerresheim (KVG) betriebenen Linien 090 und 091 ebenfalls nach einer zwischenzeitlichen Notvergabe zum 1. Dezember 2021 an den Ausschreibungsgewinner Kraftverkehr Gerresheim abgegeben. Die Linien 032 und 034 wurden Anfang Dezember 2019 per Direktvergabe bis 2029 an die NEW mobil und aktiv Mönchengladbach vergeben. Die Konzessionen für die Linien 098 und 870 verbleiben nach einer Direktvergabe ebenfalls bis 2029 – in Gemeinschaft mit dem Kraftverkehr Gerresheim – bei der NEW mobil und aktiv Mönchengladbach.

### Linien
Das Unternehmen betreibt bei einer Fuhrparkgröße von insgesamt 230 Omnibussen (Stand August 2024) ein Netz von 39 Buslinien, 2 Bürgerbussen, einen Museumsbus sowie am Wochenende 6 Nachtexpresslinien (NE). Außerdem stellt NEW mobil und aktiv Mönchengladbach den Stadionshuttle zum Borussia-Park zur Verfügung (Stand 2023). Der Linienverkehr in Mönchengladbach wird darüber hinaus durch Anruf-Sammel-Taxis (AST) erweitert. Seit April 2023 betreibt die NEW mobil und aktiv Mönchengladbach einen Fahrdienst auf Abruf (genannt: „NEW Op Jück“) der zuerst im Gebiet Rheindahlen, Rheindahlen-Land, Hardt und Teilen von Wickrath eingesetzt wurde. Seit September 2024 kann das Angebot Stadtweit genutzt werden, wobei die Betriebszeiten auf die Abendstunden begrenzt wurden.

#### Bus
NEW mobil und aktiv Mönchengladbach betreibt zum Februar 2023 39 Buslinien, darunter 4 Schnellbuslinien und ergänzend 6 Nachtexpresslinien, die nur in den Nächten auf Samstage, Sonntage und Feiertage verkehren. Zwölf Stadtbuslinien (Linien 007, 009, 013, 016, 017, 018, 019, 021, 029, 031, 036 und 097) und zwei Schnellbuslinien (SB81 und SB83) verkehren über das Stadtgebiet hinaus, vier Stadtbuslinien (032, 034, 098 und 870) verkehren ausschließlich außerhalb Mönchengladbachs im Rhein-Kreis Neuss.
Die Busse des Unternehmens sind seit 2015 mit dem Bordcomputer RIBAS ausgestattet, der den Busfahrer dabei unterstützt, eine sichere Fahrweise aufrechtzuerhalten sowie während des Fahrens Kraftstoff einsparen zu können.
| Linie | Linienverlauf |
| ----- | --- |
| 001   | Eicken, Künkelstraße – Kaiser-Friedrich-Halle – Marienplatz – Rheydt Hbf – Mülfort – Odenkirchen, Clemens-August-Straße                                                              |
| 002   | (Bettrath, Am Hommelsbach –) Eicken – Mönchengladbach Hbf – Marienplatz – Rheydt Hbf – Mülfort – Odenkirchen – Güdderath (– Rostocker Straße – Regiopark)                            |
| 003   | Bettrath, Lockhütte – Eicken – Mönchengladbach Hbf – Alter Markt – Waldhausen – Venn, Thomas-Mann-Straße (– Winkeln)                                                                 |
| 004   | (Rheindahlen, Friedhof – / Rheindahlen, Hamburgring –) Rheindahlen, Hilderather Straße – (Genhülsen –) Stadtwald – Marienplatz – Geneicken – Zoppenbroich – Giesenkirchen – Schelsen |
| 005   | Neuwerk, Liebfrauenstraße – Uedding – Lürrip – Volksgarten – Mönchengladbach Hbf – Hardterbroich – Hermges – Geroplatz – Sternstraße – Franziskanerstraße                            |
| 006   | Mönchengladbach Hbf – Hardterbroich – Geneicken – Marienplatz – Rheydt Hbf – Wickrath – Wanlo                                                                                        |
| 007   | (Viersen-Heimer – Bettrath –) Neuwerk, Verwaltungsstelle – Uedding – Lürrip – Mönchengladbach Hbf – Alter Markt – Holt – Dorthausen – Rheindahlen                                    |
| 008   | Rheydt Hbf – Marienplatz – Bonnenbroich – Hardterbroich – Mönchengladbach Hbf – Alter Markt – Windberg – Venn, Breiter Graben (– Nordpark, Busbahnhof)                               |
| 009   | Ohlerfeld – Hermges – Mönchengladbach Hbf – Alter Markt – Helenabrunn, Wegweiser (– Viersen – Süchteln)                                                                              |
| 010   | Neuwerk, Verwaltungsstelle – Uedding – Mönchengladbach Hbf – Alter Markt – Windberg – Hamern                                                                                         |
| 013   | Mönchengladbach Hbf – Alter Markt – Waldhausen – Hardt – Waldniel |
| 014   | Giesenkirchen, Konstantinplatz – Römerbrunnen – Geistenbeck – Rheydt Hbf – Marienplatz – Ohler – Holt – Nordpark Busbahnhof                                                          |
| 015   | Donk, Wendeplatz – Neuwerk – Bettrath – Eicken – Mönchengladbach Hbf – Geroplatz – Holt – Hehn – Hardt                                                                               |
| 016   | (Korschenbroich Bf – Neersbroich –) Schloss Rheydt – Amtsgericht – Marienplatz – Rheydt Hbf – Wickrath (– Buchholz / Regiopark)                                                      |
| 016   | Beckrath – Wanlo |
| 017   | Lürrip – Mönchengladbach Hbf – Geroplatz – Holt – Nordpark – Dorthausen – Rheindahlen (– Wegberg)                                                                                    |
| 018   | Ringesfeldchen – Högden – Schelsen – Giesenkirchen |
| 019   | Hockstein – Marienplatz – Amtsgericht – Mönchengladbach Hbf – Alter Markt – Helenabrunn – Viersen – Süchteln (– Grefrath – Vinkrath)                                                 |
| 020   | Odenkirchen, Rostocker Straße – Sasserath – Odenkirchen – Geistenbeck – Hockstein – Rheydt Hbf – Marienplatz – Altmülfort – Giesenkirchen – Ruckes – Tackhütte                       |
| 021   | Giesenkirchen – Ruckes – Korschenbroich Bf |
| 022   | Odenkirchen – Geistenbeck – Hockstein – Rheydt Hbf – Marienplatz – Altmülfort – Giesenkirchen – Ruckes – Tackhütte                                                                   |
| 023   | Mönchengladbach Hbf – Alter Markt – Waldhausen – Hardt, Gewerbegebiet |
| 024   | Pongs – Marienplatz – Rheydt Hbf |
| 025   | Flughafen – Neuwerk – Bettrath – Eicken – Mönchengladbach Hbf – Geroplatz – Holt – Hehn – Dorthausen – Kothausen – Gerkerath – Rheindahlen                                           |
| 026   | Hardt, Karrenweg – Broich – Rheindahlen – Mennrath – Wickrath – Straßburger Allee – Odenkirchen Bf                                                                                   |
| 026   | Rheindahlen, Hilderather Straße – Merreter – Genhausen – Broich – Rheindahlen, Hilderather Straße                                                                                    |
| 027   | Rheindahlen, Geusenstraße – Günhoven – Mennrath – Genholland – Schriefers (– Merreter – Genhausen – Broich – Rheindahlen, Hilderather Straße)                                        |
| 029   | Mönchengladbach Hbf – Lürrip – Herrenshoff – Raderbroich – Korschenbroich Bf |
| 031   | Mönchengladbach Hbf – Korschenbroich – Pesch – Liedberg (– Glehn – Steinforth) |
| 032   | Korschenbroich – Pesch – Kleinenbroich |
| 033   | Eicken, Künkelstraße – Mönchengladbach Hbf – Alter Markt – Waldhausen – Rönneter – Venn, Breiter Graben                                                                              |
| 034   | Kleinenbroich – Glehn – Lüttenglehn |
| 035   | Nordpark Busbahnhof – Holt – Waldhausen – Windberg – Eicken – Uedding – Neuwerk, Liebfrauenstraße                                                                                    |
| 036   | Hügelstraße – Mönchengladbach Hbf – Neuwerk – Neersen (– Schiefbahn – Willich) |
| 097   | Mönchengladbach Hbf – Marienplatz – Mülfort – Odenkirchen – Regiopark – Hochneukirch – Jüchen                                                                                        |
| 098   | Jüchen – Gierath – Grevenbroich |
| 870   | Neuss – Hemmerden – Bedburdyck – Gierath – Jüchen |
| SB1   | Neuwerk, Liebfrauenstraße – Mönchengladbach Hbf – Hermges – Marienplatz – Rheydt Hbf – Wickrath – Regiopark                                                                          |
| SB4   | Mönchengladbach Hbf – Webschulstraße – Rathaus Rheydt – Giesenkirchen |
| SB81  | Mönchengladbach Hbf – Geneicken – Marienplatz – Stadtwald – Rheindahlen – Rath-Anhoven – Erkelenz                                                                                    |
| SB83  | Mönchengladbach Hbf – Waldhausen – Hardt – Schwalmtal – Niederkrüchten – Elmpt |
| NE1   | Stadtverwaltung – Mönchengladbach Hbf – Lürrip – Neuwerk – Eicken – Volksgarten – Stadtverwaltung                                                                                    |
| NE2   | Mönchengladbach Hbf – Alter Markt – Windberg – Venn – Hardt – Hehn – Waldhausen – Stadtverwaltung                                                                                    |
| NE3   | Stadtverwaltung – Mönchengladbach Hbf – Hardterbroich – Geneicken – Marienplatz – Mülfort – Giesenkirchen – Zoppenbroich – Webschulstraße – Stadtverwaltung                          |
| NE4   | Mönchengladbach Hbf – Alter Markt – Holt – Hehn – Dorthausen – Rheindahlen – Stadtwald – Marienplatz – Webschulstraße – Mönchengladbach Hbf                                          |
| NE5   | Stadtverwaltung – Webschulstraße – Marienplatz – Pongs – Stadtwald – Rheindahlen – Dorthausen – Holt – Stadtverwaltung                                                               |
| NE6   | Marienplatz – Geistenbeck – Odenkirchen – Wickrath – Wanlo – Wickrathhahn – Wickrath – Marienplatz                                                                                   |

1. 1 2 3 4 5  Die Linie verkehrt ausschließlich für den Schülerverkehr.
2. 1 2 3  Gemeinschaftskonzession mit Kraftverkehr Gerresheim, wird durch diesen bedient.
3. ↑  Die Linie wird gemeinsam mit WestVerkehr bedient.

#### Bürgerbus
Die NEW mobil und aktiv Mönchengladbach hält die Konzessionen und stellt die Fahrzeuge für den Bürgerbus in Korschenbroich und bis zu dessen Einstellung Ende August 2023 in Schwalmtal. Die ehrenamtlichen Fahrer sind per Verein organisiert.
| Stadt          | Routenverläufe |
| -------------- | --- |
| Korschenbroich | Glehn – Rubbelrath – Steinforth – Schloss Dyck – Aldenhoven – Damm – Scherfhausen – Epsendorf – Lüttenglehn – Glehn |
| Korschenbroich | Glehn – Schlich – Liedberg – Steinhausen – Pesch – Korschenbroich                                                   |
| Korschenbroich | Korschenbroich – Kleinenbroich – Korschenbroich                                                                     |

### Fuhrpark

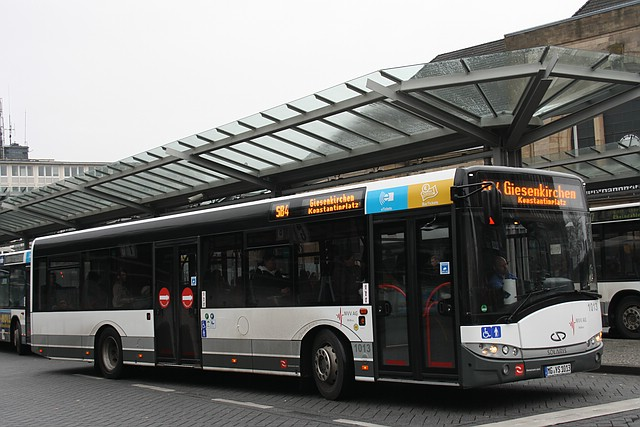
Bus der NEW MöBus (Solaris Urbino 12, Wagen 1013), hier am Hauptbahnhof/Europaplatz als Linie SB4 nach Giesenkirchen (2011)

Der Omnibus-Fuhrpark besteht aus 230 Bussen der Hersteller Daimler Buses (Marke Mercedes-Benz), MAN, Solaris und BYD (Stand 19. Januar 2025). Die ersten beiden Ziffern der vierstelligen Wagennummern entsprechen den letzten beiden Ziffern der Jahreszahl der Inbetriebnahme des Fahrzeugs und die beiden hinteren Ziffern bilden eine fortlaufende Nummerierung, die jährlich mit 01 für Solobusse bzw. 61 für Gelenkbusse beginnt. Das Durchschnittsalter der Busse beträgt mit Stand Januar 2025 5,7 Jahre.

#### Entwicklung des Fuhrparks in den Jahren 2010–2020
Im Jahr 2010 kamen erstmals Solaris-Busse vom Typ Urbino 12 bei MöBus zum Einsatz. Im Herbst 2011 kamen zwei Hybridbusse der Marken Mercedes-Benz und Solaris in den Fuhrpark. Der Mercedes-Benz Citaro G Bluetech Hybrid (Wagen Nr. 1161) wurde bereits im März 2019 ausgemustert, die Ausmusterung des Solaris Urbino 12 Hybrid mit der Nummer 1115 erfolgte im September 2022.
Im Jahr 2015 wurden 14 neue zweiachsige Niederflurbusse und sieben Niederflur-Gelenkbusse Citaro C2 von Mercedes-Benz geliefert und in den Jahren 2016 und 2017 Solaris-Busse vom Typ Neuer Urbino beschafft. 2018 wurde in der größten Fahrzeugbeschaffung der NEW und ihrer Vorgängerbetriebe der letzten Jahrzehnte 28 Omnibusse vom Typ Mercedes-Benz Citaro C2 in Dienst gestellt. Die Lieferung bestand aus 13 Solo- und 15 Gelenkwagen. Auch in den Jahren 2019 bis 2021 folgten größere Serien von Mercedes Citaro C2.

#### Entwicklung des Fuhrparks ab 2020
Mit dem Ausscheiden des letzten Fahrzeugs des Lieferjahres 2006 endete im Oktober 2020 vorübergehend der reguläre Einsatz von MAN-Linienbussen bei den städtischen Verkehrsbetrieben in Mönchengladbach, die bis zur Jahrtausendwende stets den größten Anteil des Fuhrparks ausmachten. Als letztes Fahrzeug von MAN verblieb der Museumsbus im Fuhrpark. Der Museumsbus mit der Wagennummer 135 ist ein MAN 750 HO-SL von 1968 und der erste von MAN gebaute Standard-Bus. Er war seit Februar 1969 im Linienverkehr bei den Stadtwerken Mönchengladbach im Einsatz.
Im August 2022 wurden 15 neue MAN Lion’s City 12 C EfficientHybrid mit den Wagennummern 2201 bis 2215 in den Fuhrpark der NEW mobil und aktiv Mönchengladbach GmbH aufgenommen. Damit bekam MAN nach gut 15 Jahren wieder den Zuschlag auf eine europaweite Ausschreibung der Ausschreibungsgemeinschaft Mittlerer Niederrhein.
Seit November 2021 kommen bei der NEW in Mönchengladbach zudem erstmals vier Elektrobusse des Typs eCitaro von Mercedes-Benz zum Einsatz, die auf der Linie 033 eingesetzt werden. Um die Fahrzeuge auch abseits des Betriebshofes laden zu können, wurde an der Haltestelle Künkelstraße eine Ladestation des Herstellers Siemens gebaut. Für 2023 wurden insgesamt 15 Solo-Elektrobusse des chinesischen Fabrikats BYD K9UD bestellt. Diese sind seit Januar 2024 im Einsatz. Für die Jahre 2024 bis 2026 wurden insgesamt weitere 90 BYD B12 und B18 bestellt. Zudem werden im Streckennetz weitere Ladestationen errichtet, um die Fahrzeuge in den Pausen zu laden. So entstehen aktuell weitere Stationen an der Lockhütte, Nordpark Busbahnhof und am Wegweiser.

### Subunternehmen
Insgesamt fahren drei Subunternehmer im Auftrag der NEW:
- Kraftverkehr Schwalmtal[16]
- Kraftverkehr H. Gerresheim
- Wallrath OHG[16]
- West-Bus[16]

Im Rahmen der Einführung des neuen Nahverkehrsplans für den Kreis Viersen und der damit verbundenen Leistungsvergabe gingen die Konzessionen der zuvor bereits teilweise als Subunternehmer von Kraftverkehr Schwalmtal (KVS) gefahrenen Linien SB88, 011, 012 sowie 038 zum 31. Juli 2021 gänzlich an das Unternehmen über. Die Linien 011 und 012 wurden durch die Linien 073 beziehungsweise 072 ersetzt. Kraftverkehr Schwalmtal bedient weiterhin einzelne Kurse der Linie 013, Wallrath fährt auf den Linien 029 und 031.
West-Bus ist ein Joint Venture, an dem die NEW beteiligt ist. Es setzt keine eigenen Fahrzeuge ein, sondern stellt lediglich Fahrpersonal, das mit Fahrzeugen der NEW deren Linien bedient. Zur Einhaltung der für eine Direktvergabe des Liniennetzes erforderlichen Eigenerbringungsquote sollten ab 2018 künftig jene 126 Fahrer von West-Bus, die überwiegend auf Mönchengladbacher Linien fahren, zur NEW mobil und aktiv wechseln.

### Einstiegskontrollsystem
Das Einstiegskontrollsystem (kurz EKS) besteht aus einem elektronischen Lesegerät, das die Gültigkeit eines E-Tickets (Chipkarte, HandyTicket und Online-Tickets) auf zeitliche und räumliche Gültigkeit überprüft. Eingeführt wurde es am 19. Juli 2010. Die Investitionskosten beliefen sich auf 750.000 Euro, davon trug das Land Nordrhein-Westfalen 600.000 Euro.

### Tarifstruktur
NEW-Gesellschaften sind Mitglied des Verkehrsverbundes VRR, sodass die VRR-Tickets erworben werden können und im Personennahverkehr gültig sind (Stand Januar 2025).

## Schwimmbäder
Die NEW mobil und aktiv Mönchengladbach betreibt insgesamt vier öffentliche Schwimmbäder in Mönchengladbach. Es handelt sich hier um das Volksbad Mönchengladbach (Freibad) am Volksgarten in der Peter-Krall-Straße 63 im Stadtteil Bungt, das Schlossbad Niederrhein in Wickrath (Hallenbad und Freibad gehen hier ineinander über), Auf dem Damm 107, das Stadtbad Rheydt (Hallenbad) in der Pahlkestraße 10 und das Vitusbad (Hallenbad) in der Breitenbachstraße 52. Das Vitusbad wurde 2006 als Ersatzbau für das im Juli 2001 durch Brand zerstörte und an der Lüpertzender Straße gelegene Zentralbad (Wellenbad) eröffnet. Des Weiteren übernimmt das Unternehmen Stand 2023 unter anderem die technische Betriebsführung der Hallenbäder Giesenkirchen und Rheindalen sowie der Bäder Jüchen und Hochneukirch. Darüber hinaus betreibt NEW mobil und aktiv Mönchengladbach das Hallenbad H2Oh! in Tönisvorst.